# Ángel Fournier
Ángel Fournier Rodríguez (* 31. Dezember 1987 in Guantánamo; † 16. März 2023 in Dallas, Vereinigte Staaten) war ein kubanischer Ruderer. Er nahm für sein Heimatland dreimal an Olympischen Spielen teil und erreichte seine größten Erfolge als Vizeweltmeister 2013 und 2017 im Einer.
Seinen ersten internationalen Wettkampf bestritt Fournier 2007, als er beim ersten Weltcup in Ottensheim im Doppelzweier mit Yuleidys Cascaret den 21. Platz belegte. Beim zweiten Weltcup startete er im Einer, dort erreichte er das B-Finale und belegte insgesamt den 11. Platz. Bei den Weltmeisterschaften in München wiederum war er Mitglied des kubanischen Doppelvierers, der den 11. Platz erreichte. Auch für die Olympiasaison 2008 war Fournier Teil dieser Mannschaft, die bei der olympischen Regatta den letzten Platz im B-Finale und damit Rang 12 belegte.
Nach Peking wechselte in Fournier in den Einer und qualifizierte sich gleich bei seinem ersten Weltcupstart in Banyoles für das A-Finale, wo er den 4. Platz erreichte. Bei den Weltmeisterschaften in Posen kam er auf Rang 10. In der Saison 2010 startete er nur bei einem Weltcup und ließ die Weltmeisterschaften in Neuseeland aus, im nächsten Jahr kam er bei den Weltmeisterschaften in Bled auf den 8. Platz.
In der Olympiasaison 2012 machte Fournier beim ersten Weltcup in Belgrad auf sich aufmerksam, als er ins A-Finale einzog und nach zwischenzeitlicher Führung nur wenige Sekunden hinter Ex-Weltmeister Ondřej Synek und Alan Campbell den dritten Platz belegte. Beim zweiten Weltcup in Luzern einige Wochen später wiederholte er diesen Erfolg, als er noch vor Campbell hinter Synek und Weltmeister Mahé Drysdale erneut die Bronzemedaille gewann. Bei den Olympischen Spielen in London gewann er das B-Finale und erreichte damit Platz 7.
Bei den Weltmeisterschaften 2013 in Chungju belegte er den zweiten Platz, vor Marcel Hacker, aber hinter Ondřej Synek. Im Jahr darauf belegte Fournier den dritten Platz bei den Weltmeisterschaften 2014. Nach einem sechsten Platz bei den Weltmeisterschaften 2015 erreichte er auch bei den Olympischen Spielen 2016 den sechsten Platz im Einer-Finale. In der Saison musste Ángel Fournier zweimal dem Neuseeländer Robert Manson bei den Weltcupregatten den Vortritt lassen. Beim Saisonfinale bei den Weltmeisterschaften in Florida gewann er im Einer die Silbermedaille hinter Ondřej Synek, der bereits seinen fünften WM-Titel gewann.
Bei den Panamerikanischen Spielen 2019 in Lima gewann er die Goldmedaille.
Bei einer Körpergröße von 198 cm hatte Fournier ein Wettkampfgewicht von 100 kg. Seine Ehefrau war die Kanutin Yusmari Mengana.
Der seit längerem in den USA lebende Kubaner verstarb in Dallas an den Folgen eines Herzinfarkts.

## Internationale Erfolge
- 2007: 11. Platz Weltmeisterschaften im Doppelvierer
- 2008: 12. Platz Olympische Spiele im Doppelvierer
- 2009: 10. Platz Weltmeisterschaften im Einer
- 2011: 8. Platz Weltmeisterschaften im Einer
- 2011: 1. Platz Panamerikanische Spiele im Einer[2]
- 2012: 7. Platz Olympische Spiele im Einer
- 2013: 2. Platz Weltmeisterschaften im Einer
- 2014: 3. Platz Weltmeisterschaften im Einer
- 2015: 6. Platz Weltmeisterschaften im Einer
- 2016: 6. Platz Olympische Spiele im Einer
- 2017: 2. Platz Weltmeisterschaften im Einer